# Collentis latipennis
Collentis latipennis är en stekelart som först beskrevs av William Harris Ashmead 1890.  Collentis latipennis ingår i släktet Collentis och familjen puppglanssteklar. Inga underarter finns listade i Catalogue of Life.